# 8731 Tejima
A 8731 Tejima (ideiglenes jelöléssel 1996 WY) a Naprendszer kisbolygóövében található aszteroida. Kobajasi Takao fedezte fel 1996. november 19-én.